# حسین‌آباد (کلاته‌های شرقی)
حسین‌آباد روستایی در دهستان کلاته‌های شرقی، بخش مرکزی شهرستان میامی استان سمنان ایران است.

## جمعیت
بر پایه سرشماری عمومی نفوس و مسکن در سال ۱۳۹۵ جمعیت این روستا ۲۲۹ نفر (۷۷خانوار) بوده‌است.